# Winslow (Nebraska)
Winslow – wieś w Stanach Zjednoczonych, w stanie Nebraska, w hrabstwie Dodge.